# エウジニオ・モッジ
エウジニオ・モッジ（Eugenio Moggi）は、イタリアジェノヴァ大学の計算機科学教授。
彼はプログラムを構造化する為のモナドの一般的使用法を初めて記述した。

## 経歴
学歴：
- 1983年、en:Scuola Normale Superiore di Pisaを卒業
- 1983年、ピサ大学にて計算機科学の学位を取得
- 1988年、エジンバラ大学にて計算機科学の博士号を取得[2]